# Christian Fuchs
Christian Fuchs (ur. 7 kwietnia 1986 w Neunkirchen) – austriacki piłkarz występujący na pozycji pomocnika.

## Kariera klubowa
Fuchs pochodzi ze Dolnej Austrii. Pierwsze piłkarskie kroki stawiał w małym amatorskim klubie z miejscowości Pitten. W wieku 15 lat podjął treningi w Wiener Neustädter SC, a z czasem trafił do zespołu SV Mattersburg. W 2003 zadebiutował w jego barwach w pierwszej lidze austriackiej, w którym z czasem wywalczył sobie miejsce na lewej pomocy. W sezonie 2004/2005 był już podstawowym zawodnikiem Mattersburga, a w grudniowym meczu z Grazer AK (3:1) zdobył swojego pierwszego gola w profesjonalnym futbolu. W 2006 wystąpił wraz z Mattersburgiem w finale Pucharu Austrii, jednak klub ten uległ 0:3 Austrii Wiedeń. W sezonie 2006/2007 wystąpił w rozgrywkach Pucharu UEFA, ale austriacki zespół odpadł po dwumeczu z Wisłą Kraków (1:1, 0:1). W lidze zajął 3. pozycję, najwyższą w historii występów w Bundeslidze, a w finale krajowego pucharu znów przegrał z Austrią, tym razem 1:2.
Latem 2008 odszedł z Mattersburga i podpisał kontrakt z niemieckim VfL Bochum. Zespół z Zagłębia Ruhry zapłacił za niego 1,2 miliona euro. W 2010 roku został wypożyczony do 1. FSV Mainz 05.
Na początku sezonu 2011/2012 przeniósł się z Mainz do Schalke 04 w swoim debiucie 21 sierpnia zagrał z Mainz w 90. minucie spotkania zdobył gola na 4:2 dla Gelsenkirchen strzałem z rzutu wolnego.3 Czerwca 2015 roku na zasadzie wolnego transferu Austriak przeniósł się do angielskiego Leicester City. W latach 2021–2022 grał w Charlotte FC, w którym zakończył karierę. W 2021 był wypożyczony do Charlotte Independence.

## Kariera reprezentacyjna
W reprezentacji Austrii Fuchs zadebiutował 23 maja 2006 w przegranym 1:4 towarzyskim spotkaniu z Chorwacją. Wcześniej występował w reprezentacjach młodzieżowych, a z drużyną narodową U-17 zdobył brązowy medal w 2003 na Mistrzostwach Europy U-17 w Portugalii. W 2008 został powołany przez selekcjonera Josefa Hickersbergera do kadry na Euro 2008.